# École Emam

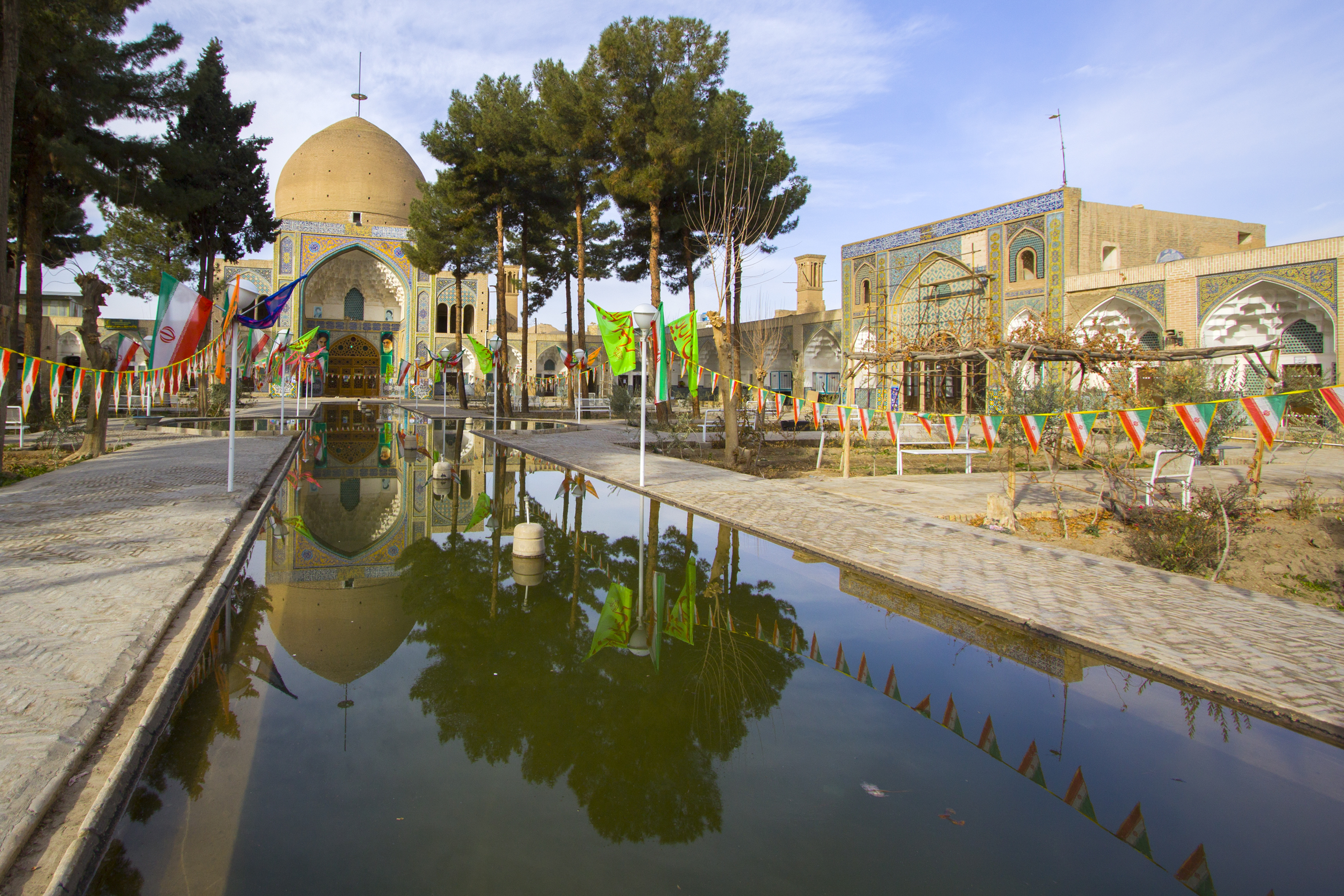
Ecole Emame à Kashan, en Iran

École Emam est une école théologique historique à Kashan en Iran. Elle fut construite de 1806 à 1814 à l'époque de Fath Ali Shah Qajar sur l'ordre de Hossein Khan Sadre Azam et sous surveillance de Mirza Abolghassem Esfahani. Le portail de l'école est constitué de carreaux. Sa grande cour est rectangulaire entourée de 52 chambres. Au nord et au sud de la cour, il y a deux grandes salles pour enseigner et pour les discussions des séminaristes. Chaque salle a un couloir à part, qui mène à la cour de derrière. Chaque cour de derrière a trois chambres avec un sous-sol et badgirs hauts. À l'ouest de la cour et en face du portail, il y a un gros iwan grandiose.